# Anteră
Antera este partea terminală a stamenului, organul mascul al florii, care produce și conține polenul. 
Anterul este atașat de stamină prin "conector", fie prin bază (anfit basifix), fie prin mijlocul său (anther medifix sau dorsifix).
Acesta este compus din două teci fiecare posedând două saculete de polen înainte de maturitate, număr constant la angiosperme. Acestea ajung la maturitate dezvoltând două loji (anterul bilocular), uneori doar una (anterul unilocular). Se deschid, de obicei, prin dehiscență, pentru a răspândi granulele de polen afară. 
Forma anterelor este foarte variabilă: ele pot fi alungite, globulare, reniforme, disciforme, cvadricorn etc. În unele cazuri, anterii modificați pot juca un rol în atragerea insectelor polenizatoare, de exemplu anterele colorate.

Diagrama unei flori mature.

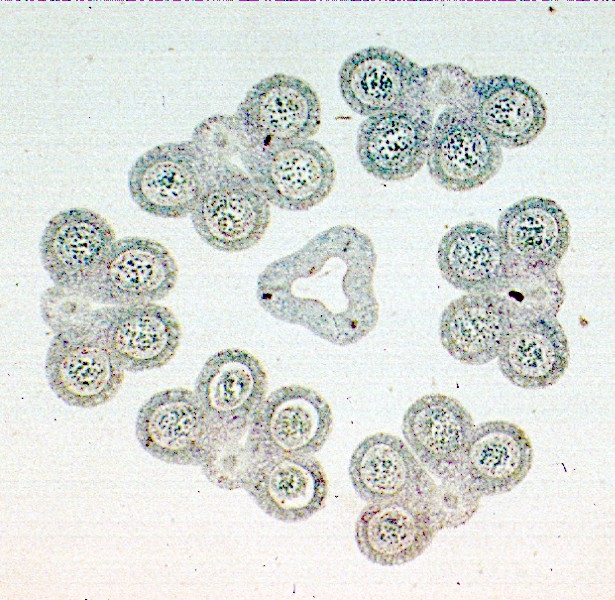
Pistil în centru și stamine în jur. Acestea nu sunt încă mature, fiecare tec are două săculețe de polen.